# Calcul (mathématiques)
Pour les articles homonymes, voir calcul.

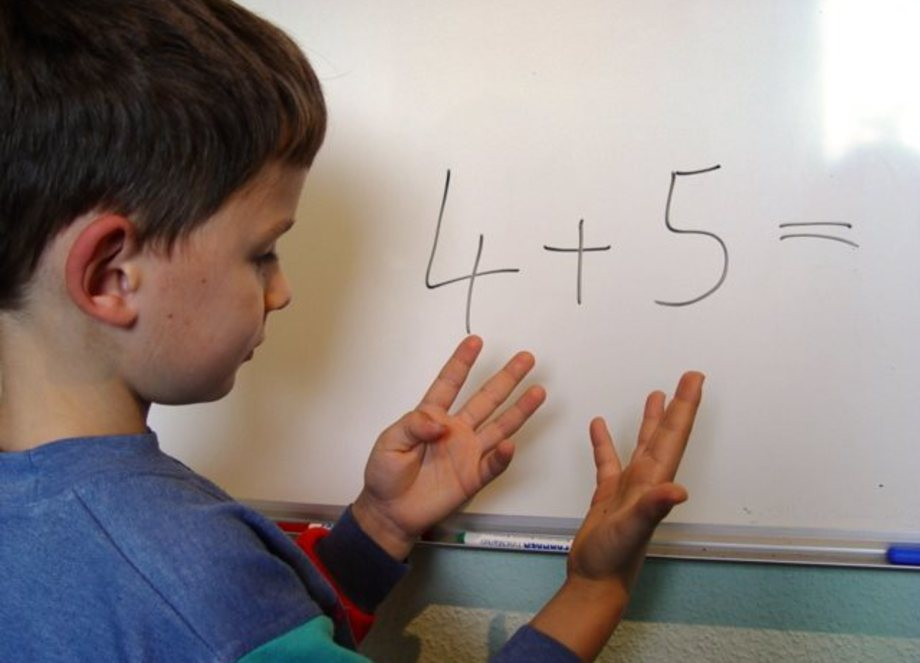
Enfant effectuant un calcul

En mathématiques, un calcul est une opération ou un ensemble d'opérations effectuées sur des grandeurs. Initialement ces grandeurs étaient des nombres mais le développement des outils mathématiques et de l'abstraction permet maintenant d'effectuer des calculs sur des objets plus complexes (fonctions, vecteurs, propositions). Par la suite, l'informatique a permis de faire couramment des calculs sur des données formelles variées et le calcul est devenu un objet d'étude dans la théorie de la calculabilité.
L'addition est un exemple de calcul.

## Étymologie
« Le mot calcul, symbole même de notre ère scientifique et technique, dérive du mot latin calculus qui signifie petit caillou ». Ces petits cailloux sont à l'origine d'un des plus anciens systèmes comptables découvert à nos jours. L'usage de cailloux pour symboliser des personnes, des animaux ou des mesures de grains et pour y effectuer des additions et des soustractions est fondamental dans l'évolution du calcul mathématique. Premier outil de calcul silencieux et symbolique, il est le précurseur de toute une famille d'aide au calcul que sont les abaques.

## Objets du calcul

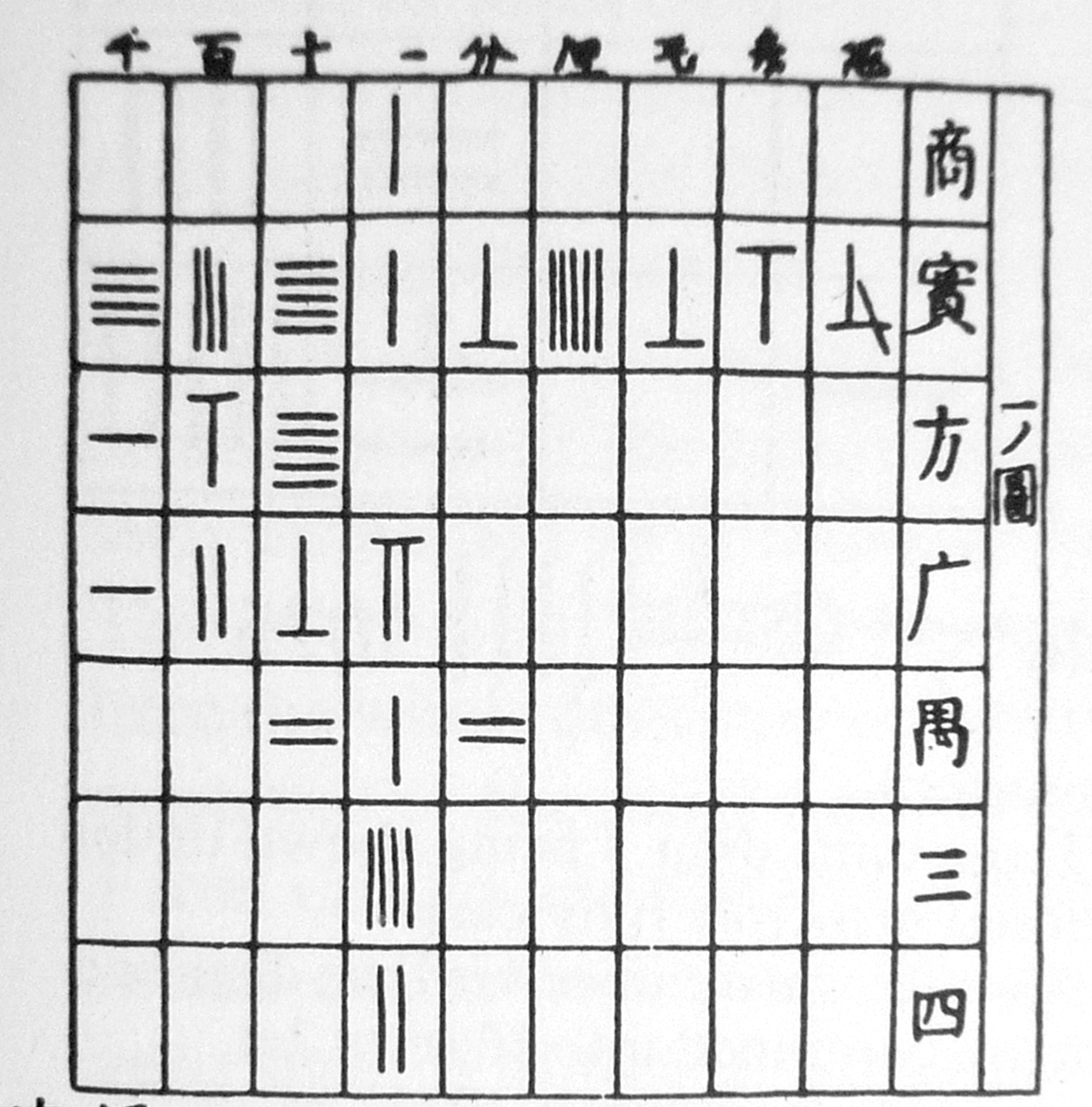
Tableau de comptage dans un livre de mathématiques japonais du XVIIIe siècle.

Les os d'Ishango, également appelés bâtons d'Ishango, sont considérés comme le plus ancien outil de calcul jamais mis au jour. Ils ont été découverts au sein de vestiges archéologiques découverts dans l'ancien Congo belge. Le site est daté de plus de  20 000 ans. Selon certains auteurs, il pourrait s'agir de la plus ancienne attestation de la pratique de l'arithmétique dans l'histoire de l'humanité. Ils ont été considérés, dans un premier temps, comme des bâtons de comptage. Néanmoins, quelques scientifiques pensent qu'il s'agirait d'une compréhension bien plus avancée que le simple comptage. Thèse rejetée par des spécialistes, dont Olivier Keller,.
Les premiers calculs ont porté sur des nombres entiers : nombre d'animaux dans un troupeau, nombre de soldats dans une armée, nombre de jours dans un calendrier, prix à payer lors d'une transaction ou un impôt, etc.
Le développement des systèmes de numération permet d'effectuer ensuite des calculs sur des nombres fractionnaires (représentant des longueurs ou des durées) comme à Sumer à la fin du IVe millénaire ou plus tard en Égypte. Les Sumériens ont commencé par utiliser des calculi pour le comptage mais aussi pour les contrats, scellés dans des bulle-enveloppes, ou répartis dans des abaques à fin de calcul (multiplication, division) et ce avant même qu'on puisse parler d'écriture ou de système de numération. Ces calculi ont été représentés sur des tablettes puis adaptés à la notation cunéiforme avant de passer en notation sexagésimale de position.
Repris par les assyro-babyloniens, ce système a permis très tôt de faire des calculs de comptage mais aussi de géométrie, trigonométrie et racines. On a ainsi retrouvé des tables d'inverses ou de trigonométrie ou de triplets pythagoriciens (tablette Plimpton 322 datant de vers -1800).
Les anciens Grecs se sont surtout intéressés à la géométrie, considérée comme « la science grecque par excellence». Celle-ci a été particulièrement développée par Euclide, dont les Éléments « ont été à la base de tout l'enseignement de la géométrie non seulement chez les Grecs, mais chez les Romains et les Arabes, puis chez les modernes». Contrairement à des simplifications courantes, « la géométrie raisonne sur des figures intelligibles et procède avec une extrême défiance de tout ce qui rappelle l'expérience sensible». « Que nul n'entre ici s'il n'est géomètre » proclamait, selon la légende,,, l'épigraphe du fronton de l'Académie de Platon. Elle permettra d'atteindre à des modèles d'une grande précision en astronomie, avec Héraclide du Pont, Aristarque de Samos, Ératosthène, Ptolémée, Hipparque, et bien d'autres.
Certains ont affirmé que l'arithmétique grecque dédaignait, conformément aux conseils de Platon, les problèmes réalistes et on « louait le grand Pythagore d'avoir su, le premier, s'élever au-dessus des besoins des marchands». En réalité, les Grecs ont amplement appliqué le calcul comme la géométrie à leurs réalisations techniques, en architecture comme en mécanique ou en construction navale : on ne construit pas des temples grecs ou des appareils mathématiques comme la machine d'Anticythère sans effectuer de nombreux calculs ! Toutefois, faute d'un système de notation symbolique appropriée, « l'arithmétique n'a pas su s'y élever à un niveau de généralité et de perfection aussi grand que la géométrie», sauf dans les domaines, nombreux en mathématiques, où le raisonnement démonstratif n'a pas besoin de chiffres.
Les mathématiciens grecs travaillent sur des longueurs et étudient la notion de commensurabilité (existe-t-il une unité qui permette de mesurer deux longueurs ?) qui est à rapprocher de la notion actuelle de nombre rationnel. En cherchant à calculer la diagonale du carré de côté 1, c'est-à-dire racine carrée de deux, ils découvrent l'existence de nombres incommensurables, (on dirait de nos jours nombres irrationnels) et inventent la notion de longueur constructible. Pendant plusieurs siècles, les calculs s'effectuent sur ces types de nombres.
La recherche de solutions des équations du second degré mène à des calculs sur des nombres négatifs ou complexes, que d'Alembert dans son Encyclopédie, qualifie respectivement de racines fausses et de racines imaginaires et ne les accepte pas comme résultat d'un calcul final. Quant à l'ensemble des nombres réels, il faut attendre la fin du XIXe siècle pour qu'il soit clairement défini.
Parallèlement aux calculs sur des nombres (calcul numérique), se développent, chez les mathématiciens de langue arabe  (Ibn al-Banna, Al Khwarizmi), précurseurs du calcul algébrique, des calculs sur des polynômes.
Les notations symboliques développées par François Viète et René Descartes introduisent ce type de calcul en Europe. Les notations symboliques libèrent les calculs du champ des nombres et on effectue en Europe des calculs sur des objets aussi divers que des fonctions (XVIIe siècle), ou des vecteurs (XIXe siècle). Vers la fin du XIXe siècle, l'école allemande crée les ensembles (corps commutatifs, anneaux) sur lesquels se définissent des opérations qui n'ont qu'un lointain rapport avec l'addition et la multiplication classique, bien que la même notation leur soit attribuée (+ et ×). C'est la naissance des structures algébriques.
Au XIXe et XXe siècles, le développement de la logique mathématique offre un nouveau champ d'application : les propositions logiques. C'est le domaine du calcul des propositions.

## Opérations
On retrouve dans le domaine des opérations une évolution similaire. Les quatre premières opérations sont, par ordre de complexité, l'addition, la soustraction, la multiplication et la division. Des règles de calculs sont établies pour ces quatre opérations qui vont des tables d'addition, ou de multiplication aux algorithmes de la multiplication ou de la division.
L'extraction de racine (extraction de racine carrée, de racine cubique, etc.) est d'un niveau de complexité supérieur. Le livre chinois Les Neuf Chapitres, commentés par Liu Hui (263), présente des algorithmes d'extractions de racines carrées qui s'apparentent à l'algorithme de division. L'opération s'y nomme d'ailleurs le plus souvent « diviser par extraction de racine carrée ».
L'exponentiation (calcul de ab), classique pour b entier, est plus tardive pour b rationnel ou réel.
Au fur et à mesure que les objets de calcul se diversifient, les opérations en font autant. À côté des opérations classiques d'addition, de soustraction et de multiplication par un réel, on trouve alors le produit matriciel, du produit vectoriel ou scalaire sur des vecteurs. On peut aussi faire le produit de polynômes, en faire une division euclidienne mais aussi les dériver. On peut aussi calculer la dérivée d'une fonction dérivable, intégrer une fonction intégrable, faire le produit de fonctions numériques ou composer des applications.
Le calcul en mathématique regroupe alors toutes les branches des mathématiques, du calcul statistique (moyenne, variance, estimateur) au calcul intégral, au calcul infinitésimal ou au calcul formel. La discipline du calcul scientifique étudie, conçoit et implémente des méthodes de calcul pour répondre à des problèmes scientifiques.
Sur les propositions logiques, les opérations sont les opérateurs logiques (et, ou, négation, etc.).

## Calcul exact et calcul approché

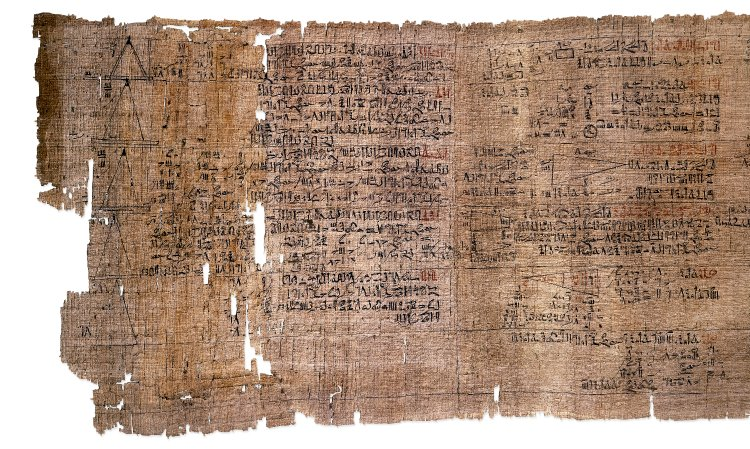
Le Papyrus de Rhind, acquis en 1850, contient des problèmes mathématiques venant de l'égypte ancienne et est conservé au British Museum.

Un calcul est exact quand le résultat fourni ne diffère en rien du résultat cherché. Le calcul d'une somme, d'une différence ou d'un produit peut être effectué de manière exacte si les valeurs de départ sont exactes et si la taille du nombre n'excède pas la capacité de calcul. En revanche, il est fréquent que le calcul d'un quotient ou d'une racine ne puisse mener qu'à une valeur approchée. On parle alors de calcul approché. On cherche souvent à fournir, avec le résultat approché, une majoration de l'erreur commise. Par exemple, 7/3 est environ égal à 2,33 avec une erreur par défaut inférieure à 0,01, ou bien encore π est environ égal à 256/81. Ce calcul approché de π était connu des Égyptiens dès le XVIIe siècle av. J.-C. . Certains calculs d'aire et de volume ne peuvent s'effectuer qu'en valeur approchée.
Le calcul approché apparaît très tôt dans l'histoire du calcul. Il est à l'origine de la création de tables numériques de valeurs approchées : table des sinus en Inde et chez les mathématiciens de langue arabe, table de logarithmes en Europe au XVIIe siècle. Il est un objet d'étude en Europe dès le XVIIe siècle avec le développement des fonctions en séries entières, et les recherches de valeurs approchées de zéro d'une fonction. Il reste très actuel et lié aux capacités de calcul des ordinateurs.

## Outils d'aide au calcul
La méthode la plus ancienne consistait à utiliser des « petits cailloux » (calculi), ou à compter sur les doigts. Cette dernière méthode a été perfectionnée chez les Romains comme le montre une encyclopédie rédigée par Martianus Capella, vers 420, dans laquelle l'allégorie de l'arithmétique fait son entrée en scène en comptant sur ses doigts à une vitesse telle que ceux-ci vibrent sans qu'on puisse en suivre le mouvement ; elle dit préférer les chiffres que l'on peut compter sur les doigts des deux mains, car les chiffres plus élevés exigent des mouvements complexes des bras. Bède le Vénérable expose ces méthodes de calcul dans son De temporum ratione (en). Celles-ci seront en usage durant une bonne partie du Moyen Âge.
On a aussi développé des auxiliaires mécaniques tels que le boulier ou l'abaque. Des méthodes de calculs complexes sont décrites très tôt à l'aide d'algorithmes qui libèrent l'utilisateur de la démarche de recherche pour ne lui laisser que les étapes du calcul à effectuer. C'est le cas par exemple des algorithmes figurant dans les mathématiques babyloniennes ou dans Les Neuf Chapitres sur l'art mathématique en Chine (263).
Les choses ont changé avec l'apparition du calcul automatique.
L'évolution des règles du calcul en mathématiques a permis la découverte de nouveaux algorithmes, qui décomposent simplement les instructions. Ces nouvelles méthodes sont fondamentales en informatique  et en robotique, et sont très utilisées par les autres sciences telles que la physique ou la chimie.